# Regionalstudio Mainfranken
Das Regionalstudio Mainfranken ist ein Regionalstudio des  Bayerischen Rundfunks.

## Geschichte
Seit dem 6. Februar 1977 wird für die Region „Mainfranken“ zusätzlich eine eigene Nachrichtensendung (ursprünglich "Welle Mainfranken", heute „Mittags in Mainfranken“) vom Regionalstudio in Würzburg produziert. Im Oktober 1995 wechselt das regionale Hörfunkprogramm die Welle und wird statt auf Bayern 2 mittags auf Bayern 1 ausgestrahlt. Heute arbeiten etwa fünfzig fest angestellte Mitarbeiter im Regionalstudio Mainfranken für Hörfunk und Fernsehen. Sie werden durch freie Mitarbeiter unterstützt.
Die Informationsbeiträge aus Würzburg sind bundesweit in den Nachrichtensendungen und Magazinen der ARD zu finden. Darüber hinaus berichten die Würzburger Reporter schwerpunktmäßig im Bayerischen Fernsehen sowie in den fünf Hörfunkprogrammen des Bayerischen Rundfunks vom Untermain, aus dem Spessart oder aus der Rhön.

## Standort
Hauptstandort mit zwei Hörfunk- und einem Fernsehstudio ist Würzburg. Korrespondentenbüros gibt es in Aschaffenburg und Schweinfurt (Hörfunk). Das Regionalstudio Mainfranken befindet sich am Bahnhofplatz 2 im neunten Stockwerk des Würzburger Posthochhauses.
Am 6. Februar 1977 sendete zum ersten Mal das Regionalstudio Würzburg als Welle Mainfranken. Zunächst wurde aus dem Obergeschoss der Sparkasse Mainfranken in der Würzburger Domerpfarrgasse gesendet. Schon 1981 erfolgte der Umzug in die Rotkreuzstraße 2a. Aus Platzgründen wurde schließlich 1996 das jetzige Studio im Posthochhaus am Bahnhofsvorplatz bezogen. Hier arbeiten Hörfunk- und Fernsehredaktion, vernetzt mit Korrespondenten in allen unterfränkischen Landkreisen. Das Regionalstudio Mainfranken ist mit seinen regionalen Hörfunksendungen auf Bayern 1 und Bayern 2 einzige Medien-Klammer für den Regierungsbezirk Unterfranken.
Die Großsender Kreuzberg, Pfaffenberg und Würzburg sowie der Füllsender Burgsinn übernehmen das Regionalprogramm des Studios Mainfranken.

## Sendungen

### Hörfunk
Regelmäßig kommt von Montag bis Freitag in der Zeit von 12.04 bis 13.00 Uhr aus dem Studio Mainfranken die Hörfunksendung Mittags in Mainfranken (vorher Treffpunkt Mainfranken) mit den Regionalnachrichten zur halben Stunde (werktäglich von 06:00 bis 18:00 Uhr), die im laufenden Programm von Bayern 1 gesendet werden. Ein 25-köpfiges Team liefert täglich Informationen und Berichte aus dem Regierungsbezirk Unterfranken. Aus dem Studio Franken in Nürnberg laufen die Nachrichten für die Regierungsbezirke Ober- und Mittelfranken.
Die Sendungen Heimatspiegel und regionalZeit (Bayern 2) sowie die Bayern 1-Volksmusik (Bayern 1) werden dienstags und donnerstags aus Würzburg gesendet.
Neben den regionalen Sendungen in Bayern 1 und Bayern 2 ist das Regionalstudio Mainfranken Dienstleister für alle Wellen des Bayerischen Rundfunks und der ARD.

### Fernsehen
Das Fernsehteam des Regionalstudio Mainfranken versorgt die Zuschauer von ARD und den Dritten Programmen der ARD, insbesondere den Bayerischen Rundfunk täglich mit  Informationen und Filmberichten aus  Unterfranken. Zwanzig Journalisten, Kameraleute, Tontechniker, Editoren, Filmhelfer und ein Archivar gehören dazu. Darüber hinaus verfügt das Regionalstudio Mainfranken über ein digitales Fernsehstudio.